# Dankvart Dreyer
Dankvart Dreyer (13 de junio de 1816-4 de noviembre de 1852) fue un paisajista danés de la Escuela de Pintores de Copenhague que fue educado bajo la dirección de Christoffer Wilhelm Eckersberg. Alrededor de 1840, formó parte de la escena emergente de pintura de paisaje romántico nacional en Dinamarca, pero debido a su estilo excesivamente dramático y natural, no encajaba con la estética y la ideología de la época. Tras ser ampliamente criticado, dio la espalda al establishment artístico y pasó casi al olvido. En 1852, con sólo 36 años, murió de tifus.
Póstumamente, medio siglo después de su muerte, su reputación fue restaurada, impulsada por el historiador del arte Karl Madsen, y hoy en día se le considera uno de los principales paisajistas daneses de su época, a la par de sus contemporáneos más famosos PC Skovgaard y Johan Lundbye .

## Primeros años y educación
Dankvart Dreyer, el menor de quince hermanos, nació el 13 de junio de 1816 en Assens, en la isla danesa de Funen. Sus padres eran Jørgen Christian Dreyer, un exitoso comerciante que había sido el hombre más rico de la ciudad hasta la bancarrota nacional de 1813, y su tercera esposa Caroline Dorthea (de soltera Møller). Dankvart pronto demostró tener un don para el dibujo. Otro niño de Assens en aquella época, nacido el mismo año que Dankvart, era Jens Adolf Jerichau, que también se convertiría en un destacado artista. Más tarde comentó las notables dotes y la dedicación del joven Dreyer: "Mientras yo me entretenía con los otros chicos, él estaba sentado en casa con su madre y su hermana dibujando, y es difícil imaginar a alguien con mayor disposición para el arte que ese chico".
Por ello, el padrino de Dreyer se encargó de que en 1831, a la edad de 15 años, el muchacho fuera enviado a Copenhague para estudiar en la Real Academia Danesa de Bellas Artes. Bajo la supervisión de sus profesores, J. L. Lund y Christoffer Wilhelm Eckersberg, se formó como pintor de historia, la disciplina artística más prestigiosa de la época, y también pintó algunos retratos. Tenía talento y éxito, y ganó varios premios antes de cumplir los 21 años.

## Vuelta al paisajismo
Dreyer también recibió clases particulares de Christen Købke, otro profesor de la Academia. También conoció a un grupo de compañeros de la Academia que estudiaban pintura de paisaje, una disciplina todavía poco apreciada en la Academia. Entre ellos estaban P. C. Skovgaard y Johan Lundbye, que se convirtieron en sus mejores amigos y le inspiraron a interesarse aún más por el paisaje. Solo o en compañía de ellos, realizaba frecuentes excursiones a la campiña del norte de Copenhague, especialmente a los alrededores de Fredensborg y Jægersborg Dyrehave. Allí realizaba detallados bocetos y estudios de la naturaleza.

## Pintando la otra Dinamarca

### Fionia y Brandsø

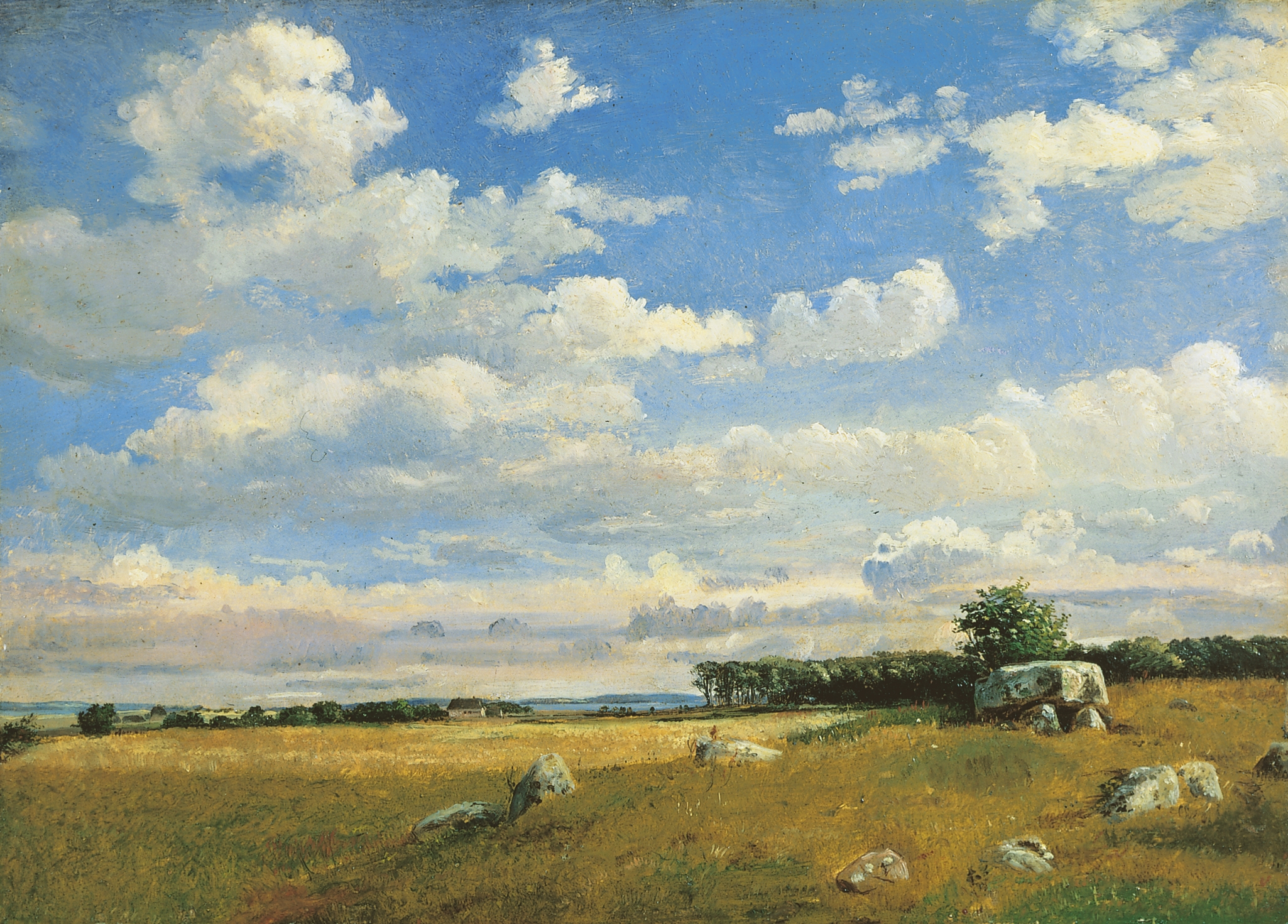
Dolun en Brandsø, la colección Hirschsprung.

A diferencia de la mayoría de sus contemporáneos, Dreyer nunca salió al extranjero para ampliar sus estudios, aunque solicitó becas de viaje en tres ocasiones. En cambio, viajó mucho por Dinamarca. Su isla natal, Funen, siguió siendo un punto de atención artística a lo largo de su carrera, especialmente la zona de Assens, donde había crecido. Un lugar de especial importancia para él fue la pequeña casa solariega de Rugaard, que visitó casi todos los veranos desde 1837 hasta 1847 para pintar. También buscó varias veces la pequeña isla de Brandsø en el Pequeño Belt, el estrecho entre Funen y Jutlandia, donde encontró un paisaje casi perfecto a su gusto con dólmenes y costas lejanas.

### A través de Jutlandia

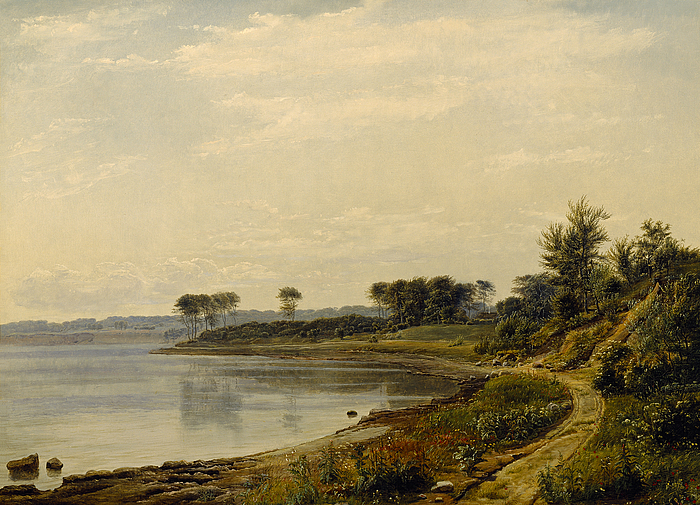
La costa cerca de Aarhus, c. 1839.

El apetito de Dreyer por explorar las provincias le llevó también a Jutlandia, un destino poco frecuente para los pintores de la época. Fue el primero en pintar los apacibles paisajes de la costa oriental o los páramos de Jutlandia central. Martinus Rørbye, a menudo descrito como el más aventurero de los pintores del Siglo de Oro danés, había visitado Jutlandia de camino a Noruega en 1830 y llegó hasta el remoto distrito de Thy, en el noroeste de Jutlandia. Sin embargo, el paisaje le pareció inadecuado para pintar debido a la falta de árboles. Esto no molestó a Dreyer, que había quedado impresionado por los relatos de Steen Steensen Blicher, un pariente lejano suyo. Las descripciones de Blicher de la belleza descarnada de los vastos brezales de color marrón de la mitad de Jutlandia, de sus gentes y de sus dialectos casi exóticos, tuvieron un efecto hipnótico en el pintor. Dreyer visitó por primera vez la costa oriental en torno a Aarhus en 1838, y ese mismo año estuvo presente cuando Blicher organizó su primera Reunión del Despertar Nacional en Himmelbjerget. Siguió pintando el páramo y, cuando regresó en 1843, fue hasta la costa oeste.

## La era emergente del paisaje romántico nacional

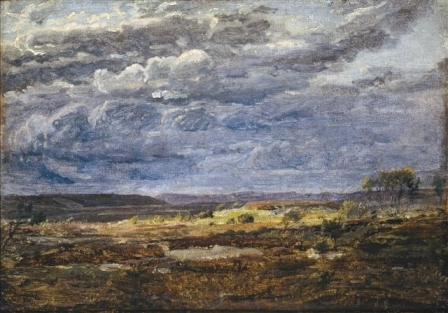
Paisaje de brezales en Jutlandia, tormenta naciente, c. 1839.

En los años cercanos a 1840, el influyente historiador y crítico de arte Niels Laurits Høyen hizo campaña a favor del arte nacionalista, reflejando una tendencia que se observaba en toda Europa. En Dinamarca, la gente leía con entusiasmo las novelas históricas de Bernhard Severin Ingemann y Adam Oehlenschläger, mientras que los sermones de N. F. S. Grundtvig atraían a grandes multitudes. Según Høyen, también los pintores deberían contribuir a este despertar nacional. En lugar de inspirarse en el Mediterráneo, sus paisajes y sus gentes, y en la mitología clásica, deberían pintar lo que definía a su Dinamarca natal: el paisaje danés y sus gentes, la historia danesa y la mitología nórdica.
Lundbye, Sjovgaard y Dankvart habían preferido durante años los temas daneses y se convirtieron en los principales defensores de la era emergente de la pintura romántica nacional .

## Adversidad y retraimiento

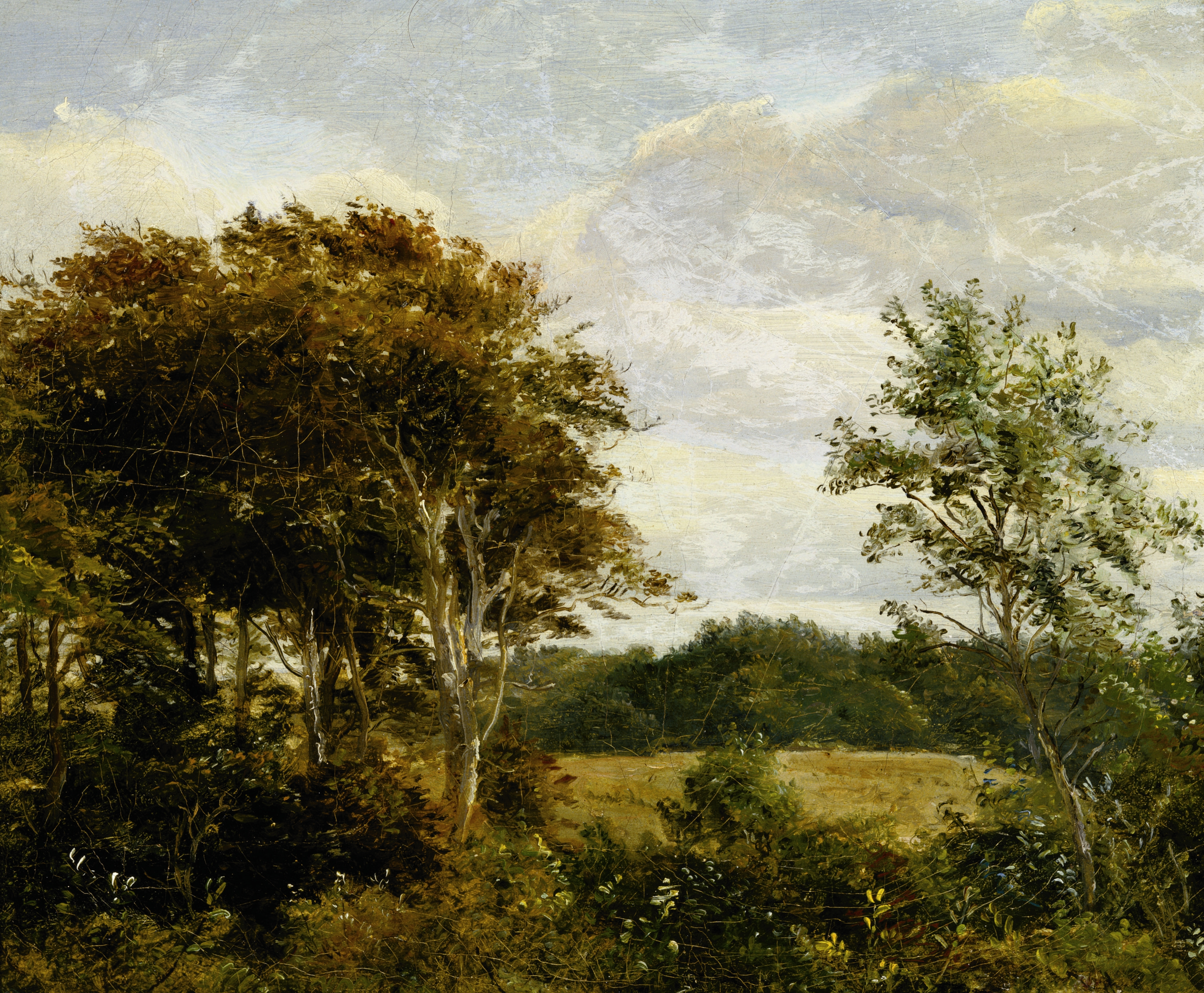
Un claro en un bosque, 1838.

Sin embargo, con el paso del tiempo, Dreyer fue dando cada vez más la espalda a lo que el establishment artístico de Copenhague consideraba de buen gusto. Sintomáticamente, Lundbye y Skovgaard solían asistir a los sermones de Grundtvig, mientras que Dreyer prefería leer a Blicher. No bastaba con pintar el paisaje danés para satisfacer la estética y la ideología de la época. La buena pintura, se creía, no debía limitarse a documentar el paisaje en un lugar concreto. Debía ser una representación cuidadosamente compuesta de una imagen idealizada de la nación y del carácter nacional.

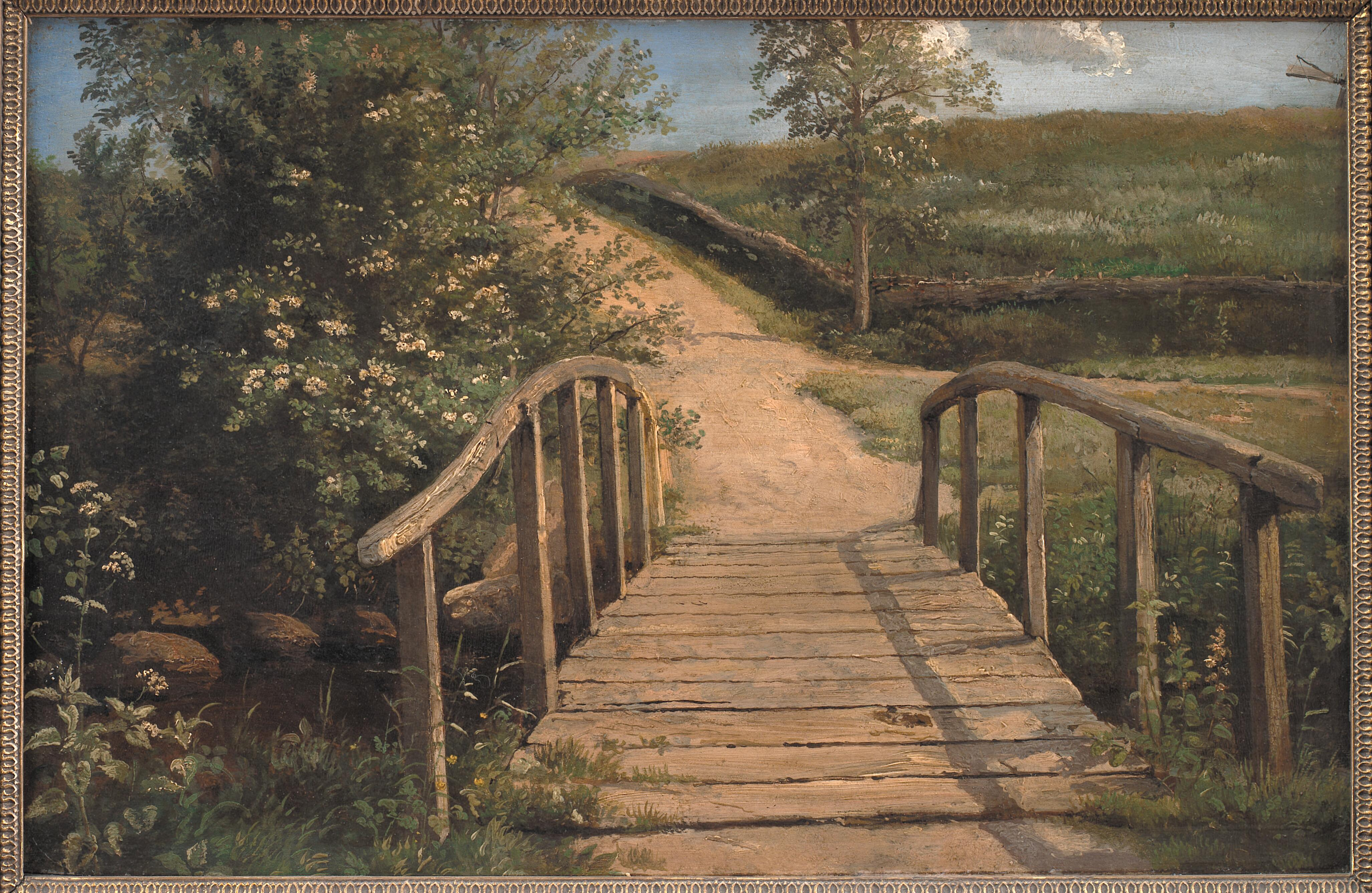
Puente sobre un arroyo en Assens, 1842.

El físico Hans Christian Ørsted había lanzado la teoría de que las personas reflejaban el paisaje en el que vivían. El carácter nacional danés, sostenía, era tranquilo y orgulloso porque el paisaje danés era muy poco dramático y el clima muy suave. Dreyer no podía, o no quería, cumplir estas exigencias. Al pintar los páramos que se oscurecen y no las colinas verdes y onduladas del este de Dinamarca, se le juzgó por pintar la Dinamarca equivocada. Además, presentaba una imagen más áspera y menos sofisticada de la campiña danesa, más dramática y natural. La crítica reaccionó con fuerza contra él. Dreyer, cuyo carácter reservado e introvertido había sido observado por Jerichau durante su infancia, dejó de exponer en la exposición anual de primavera de Charlottenborg y se retiró cada vez más de la escena artística de Copenhague.
En 1848, regresó a Fionia y se instaló en el pequeño pueblo cerca de Assens donde se había criado. Nunca dejó de pintar pero tampoco hizo más esfuerzos por exponer. En 1852, cuando solo tenía 36 años, murió de tifus .

## Reconocimiento recuperado
El historiador del arte Karl Madsen restableció la reputación de Dreyer como uno de los principales paisajistas de la época, a la par de Lundbye y Skovgaard, al comentar dos exposiciones en 1901 y 1912.